# Orchamus kaltenbachi
Orchamus kaltenbachi is een rechtvleugelig insect uit de familie Pamphagidae. De wetenschappelijke naam van deze soort is voor het eerst geldig gepubliceerd in 2009 door Massa.